# Léa Pool
Léa Pool CM (* 8. September 1950 in Genf) ist eine schweizerisch-kanadische Filmregisseurin und Drehbuchautorin.

## Leben und Leistungen
Léa Pool wuchs in Lausanne auf. Im Jahr 1975 kam sie nach Kanada, um das Filmhandwerk zu erlernen. Sie schloss ein Studium an der Université du Québec à Montréal 1978 ab. Im schwarz-weißen Kurzfilm Strass Café (1980) führte sie Regie, schrieb das Drehbuch und produzierte ihn auch selbst. Als Schauspielerin war sie in Remake (1987), Hotel Chronicles (1990) und dem Dokumentarfilm Die Lust im Blick – Frauen machen Kino (Filmer le désir) (2001) zu sehen. Während der 90er Jahre führte sie bei einigen Dokumentarfilmen und Fernsehproduktionen in Québec Regie. Für La Demoiselle sauvage kehrte sie in die Schweiz zurück.
1999 entstand der Film Emporte-moi – Nimm mich mit mit Karine Vanasse und Pascale Bussières, worin sie Schwierigkeiten des Erwachsenwerdens zeigte. Ihr erster englischsprachiger Film war das Teenagerdrama Lost and Delirious (2001) rund um die Liebe zwischen zwei Mädchen. Dreharbeiten zum dramatischen Abenteuerfilm Das Geheimnis des blauen Schmetterlings mit William Hurt fanden in Costa Rica statt. Viele Filme von Léa Pool waren bei internationalen Filmfestivals erfolgreich.
2008 folgte der in der kanadischen Stadt Beloeil in Québec gedrehte Films Maman est chez le coiffeur. Isabelle Hébert schrieb das Drehbuch. Marianne Fortier spielte die Hauptrolle einer Jugendlichen. Weiter wirkten die Schauspieler Céline Bonnier, Gabriel Arcand und Laurent Lucas mit.
Pool ist lesbisch und thematisiert Erfahrungen rund um gleichgeschlechtliche Beziehungen und Identitätssuche immer wieder in ihren Filmen. 2016 wurde sie durch das schwul-lesbische Filmfestival Pink Apple mit dem Pink Apple Award ausgezeichnet. Das Filmpodium Zürich widmete ihrer Arbeit zu diesem Anlass eine mehrtägige Retrospektive. Pool ist Adoptivmutter eines Mädchens.

## Filmografie

### Regie
- 1978: Laurent Lamerre, portier
- 1980: Strass Café
- 1984: Die Frau im Hotel (La Femme de l’hôtel)
- 1986: Anne Trister – Zwischenräume (Anne Trister)
- 1988: À corps perdu – Besinnungslos (À corps perdu, nach dem Roman Kurwenal ou la part des êtres von Yves Navarre)
- 1990: Hotel Chronicles
- 1991: Montreal Sextet (Montréal vu par…)
- 1991: La Demoiselle sauvage (nach dem gleichnamigen Buch von S. Corinna Bille)
- 1992: Rispondetemi
- 1994: Im Zug der Leidenschaft (Mouvements du désir)
- 1998: Gabrielle Roy
- 1999: Emporte-moi – Nimm mich mit (Emporte-moi)
- 2001: Lost and Delirious
- 2004: Das Geheimnis des blauen Schmetterlings (The Blue Butterfly)
- 2008: Mama ist beim Friseur (Maman est chez le coiffeur)
- 2010: La dernière fugue
- 2015: La passion d’Augustine
- 2016: Double peine
- 2017: Et au pire, on se mariera (Worst case, we get married)
- 2024: Hôtel Silence

### Drehbuch
- 1980: Strass Café
- 1984: Die Frau im Hotel (La Femme de l’hôtel)
- 1986: Anne Trister – Zwischenräume (Anne Trister)
- 1988: À corps perdu – Besinnungslos (À corps perdu)
- 1990: Hotel Chronicles
- 1991: La Demoiselle sauvage
- 1994: Im Zug der Leidenschaft (Mouvements du désir)
- 1998: Gabrielle Roy
- 1999: Emporte-moi – Nimm mich mit
- 2017: Et au pire, on se mariera (Worst case, we get married) mit Sophie Bienvenu

## Auszeichnungen (Auswahl)
- 1984: Toronto International Film Festival für La Femme de l’hôtel
- 1998: Gemeaux Award für Gabrielle Roy
- 1999: Toronto International Film Festival für Emporte-moi
- 1999: Special Prize of the Ecumenical Jury an den Internationalen Filmfestspielen Berlin für Emporte-moi
- 2000: Spezialpreis beim Prix Jutra für Emporte-moi
- 2000: Sarajevo Film Festival für Emporte-moi
- 2000: Schweizer Filmpreis für Emporte-moi
- 2001: Publikumspreis am Stockholm International Film Festival für Lost and Delirious
- 2016: Pink Apple Festival Award
- 2017: Französische Filmtage Tübingen-Stuttgart, Preis der Jugendjury[6]